# Músculo fibular curto
O músculo fibular curto é um músculo da perna.